# Atylotus palus
Atylotus palus är en tvåvingeart som beskrevs av Teskey 1985. Atylotus palus ingår i släktet Atylotus och familjen bromsar. Inga underarter finns listade i Catalogue of Life.